# 김민성 (1995년)
김민성(한국 한자: 金旻聖, 1995년 2월 21일 ~ )은 대한민국의 축구 선수이며, 포지션은 수비수이다.